# Margarete Lanner
Margarete Lanner, também Gräfin Aichelburg (Hamburgo, Império Alemão, 17 de fevereiro de 1896 – Viena, Áustria, 1981), nasceu Margarete Langlotz, foi uma atriz alemã. Ela atuou em cerca de 30 filmes durante as eras silenciosa e sonora e em alguns papéis coadjuvantes. Ela teve uma pequena participação no filme Metrópolis (1927), de Fritz Lang.

## Filmografia selecionada
- 1919: Brutal
- 1920: Liebestaumel
- 1920: Der Staatsanwalt
- 1920: Colombine
- 1927: Höhere Töchter
- 1927: Das Fräulein von Kasse 12
- 1936: Ein Lied klagt an
- 1936: Die Stunde der Versuchung